# Azyle sióstr magdalenek

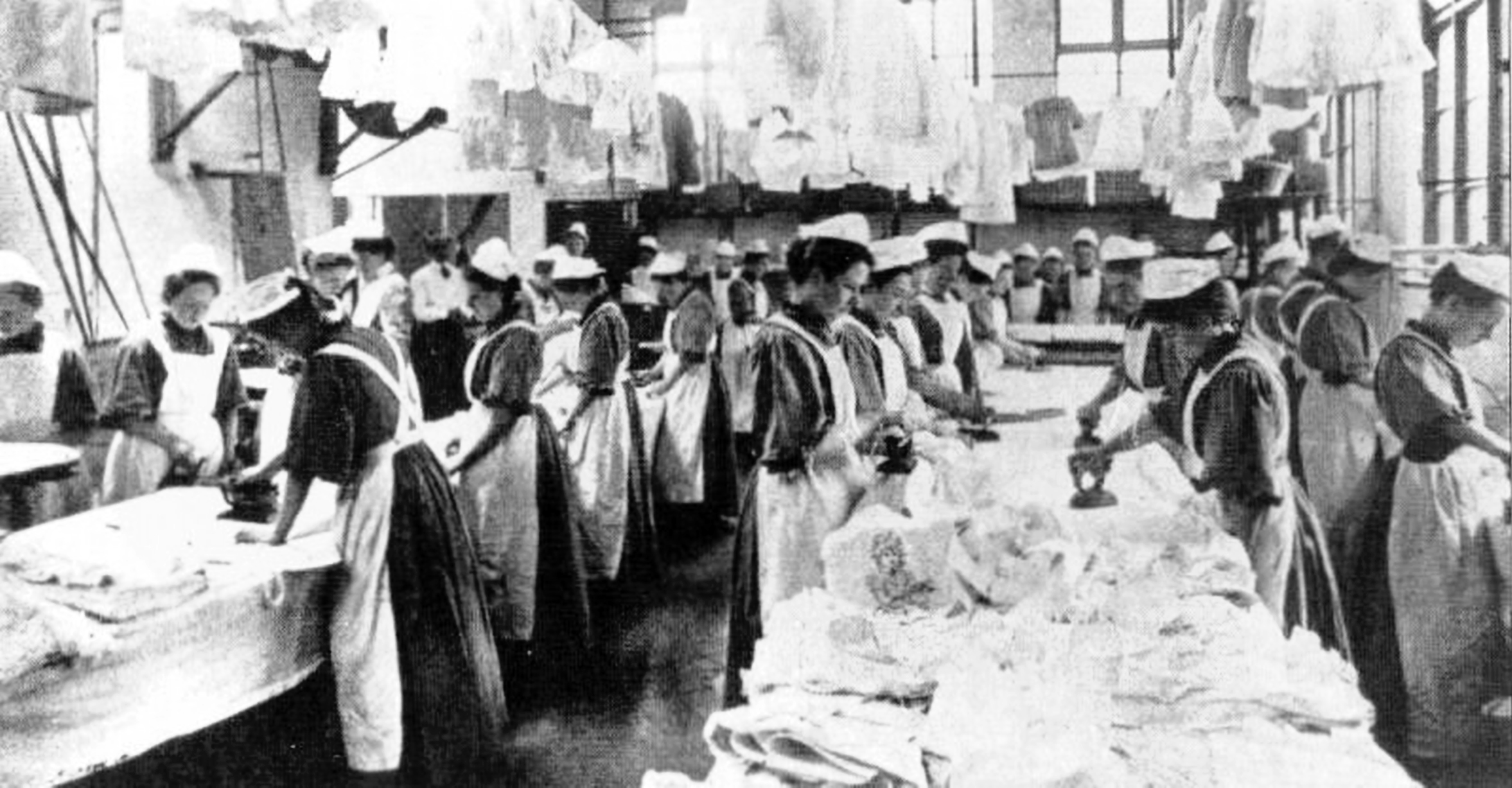
Azyl w Anglii (wczesne lata XX wieku)

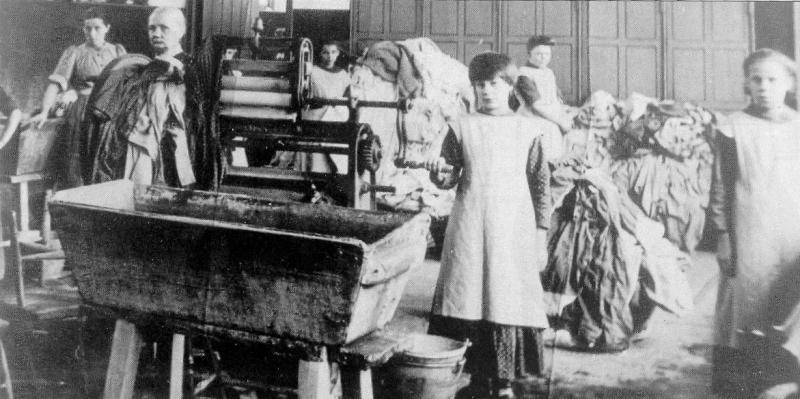
Azyl w Irlandii (wczesne lata XX wieku)

Azyle sióstr magdalenek – instytucja dla kobiet w Wielkiej Brytanii i Irlandii, prowadzona przez różne zakony Kościoła katolickiego, zwłaszcza irlandzkie  zgromadzenie Loreto Sisters  Institute of the Blessed Virgin Mary. W większości azyli od mieszkanek wymagano ciężkiej pracy fizycznej głównie w pralniach, dlatego w Irlandii azyle były potocznie nazywane „pralniami magdalenek” (ang. Magdalene Laundries).
W ciągu 150-letniej historii istnienia azyli instytucja ta przyjęła około 30 tysięcy kobiet, często wbrew ich woli. Ostatni azyl zamknięto 25 września 1996 roku w Irlandii. Rząd Irlandii wydał specjalne oświadczenie, przepraszające za nadużycia w azylach i uruchomił fundusz pomocy dla ofiar. Kościół katolicki odmówił dołożenia się do tego funduszu. Powstał też raport na temat zaangażowania państwa w wysyłanie kobiet do tej katolickiej instytucji.

## Historia

### Początki
Azyle magdalenek miały swoje początki w połowie XIX wieku, kiedy to głównie w Wielkiej Brytanii i Irlandii działały organizacje stawiające sobie za cel, pomoc i rehabilitację dla kobiet pracujących jako prostytutki (kobiety upadłe). W Irlandii patronką tych instytucji była Maria Magdalena, która według tradycji katolickiej przeistoczyła się z grzesznicy w jedną z najgorliwszych uczennic Jezusa.
Akta azyli pokazują, że w początkach swojego istnienia, wiele kobiet przychodziło i opuszczało (czasem wielokrotnie) mury tych instytucji z własnej woli. Lu Anne De Cunzo napisała w swojej książce „Reform, Respite, Ritual: An Archaeology of Institutions; The Magdalene Society of Philadelphia, 1800–1850”, że kobiety z tamtejszego protestanckiego azylu szukały w nim schronienia i wytchnienia od choroby, więzienia lub przytułku, sytuacji związanej z przemocą w rodzinie lub niesprzyjającej sytuacji materialnej.

### Zdominowanie przez katolicyzm
W Irlandii organizacje te zostały szybko przejęte przez irlandzki Kościół katolicki i wkrótce domy, które początkowo miały być krótkoterminowym schronieniem, stały się miejscem długoterminowego pobytu. Kobiety przebywające w azylach pracowały głównie w pralniach.

#### Kobiety w azylach
Z czasem azyle oddaliły się od swojego pierwotnego celu pomocy prostytutkom czy samotnym, często młodocianym matkom z „niechcianymi” dziećmi (które zakonnice często odbierały, mówiąc im, że nie byłyby dobrymi matkami i nie zasługują na dziecko) i zaczęto przyjmować również kobiety z przeszłością kryminalną. W związku z tym siostry przełożone wprowadzały do azyli rygorystyczne przepisy, które miały na celu zniechęcić mieszkanki do odejścia i zachęcić je do pokuty.
Pomysł azyli stawał się coraz bardziej popularny i zaczęto przyjmować nawet kobiety z ograniczoną sprawnością intelektualną oraz dziewczyny wykorzystywane seksualnie, a także dziewczyny, które uważano za rozwiązłe, zalotne lub zbyt ładne. Były one wysyłane do azyli. Podobne praktyki stosowano w zwykłych azylach w Wielkiej Brytanii i Irlandii, gdzie również znajdowało się wiele młodych kobiet z tzw. „problemami społecznymi”.
Przyszłe mieszkanki azyli były zwykle tam umieszczane przez swoje rodziny i księży. Te, które nie miały nikogo, kto by za nie zaręczył, zostawały tam na całe życie. Niektóre z nich składały ślubowania zakonne. Dużą rolę w wysyłaniu kobiet do azyli odegrało w Irlandii państwo.

#### Warunki bytowe i sposób traktowania mieszkanek azyli
Aż do lat 70. XX wieku mieszkanki azyli musiały zwracać się do sióstr, bez względu na ich wiek „matko”, a same były nazywane „dziećmi” („In the Home of the Good Shepherd the one is ever the 'Mother' while the other is always the 'Child'”). Kobiety musiały zachowywać milczenie przez większą część dnia („The Rule of Silence was a major feature of the women's lives and continues well into the second half of the twentieth century.”). Kary cielesne wobec azylantek były stosowane powszechnie, a próby biernego oporu, często w formie odmowy spożywania posiłku przez azylantki, były zwyczajnie ignorowane. („A sullen temper, often shown by refusing food, is best dealt with by silence. When a girl wakes up to the fact that no one takes any notice, nor is troubled (apparently at least) by her self-starvation, she gets weary of her self-imposed martyrdom and learns sense.”).

### Koniec
W konserwatywnej Irlandii azyle sióstr magdalenek były powszechnie akceptowaną przez społeczeństwo i władze instytucją, która pozwalała pozbyć się niewygodnych („upadłych”) młodych kobiet nawet w drugiej połowie XX wieku. „Pralnie” zaczęły znikać wraz ze zmianami w życiu społecznym, a także, jak sugeruje Frances Finnegan, kiedy przestały być opłacalne (rozpowszechnienie pralek w domach prywatnych).

## Upublicznienie prawdy o azylach
Opinia publiczna w Irlandii milczała na temat azyli, aż do 1993 roku kiedy jeden z dublińskich zakonów sprzedał część swojej posiadłości deweloperowi. Ekshumowano wtedy szczątki 155 mieszkanek, pochowanych w nieoznaczonych grobach na terenie klasztoru. Wszystkie z nich, oprócz jednej, zostały pośpiesznie skremowane i pochowane w zbiorowym grobie na cmentarzu Glasnevin. Wydarzenie to wstrząsnęło irlandzką opinią publiczną. W 1999 roku trzy byłe mieszkanki azyli: Mary Norris, Josephine McCarthy i Mary-Jo McDonagh opowiedziały o traktowaniu, z jakim spotkały się w azylach. W 1998 roku w Channel 4 powstał film dokumentalny, w którym kobiety opisały ciągłe wykorzystywanie seksualne, a także fizyczne i psychiczne znęcanie się nad nimi podczas nieokreślonego w czasie pobytu w izolacji od świata zewnętrznego.

### Raport komisji rządowej
W lutym 2013 roku komisja pod przewodnictwem senatora Martina McAleese opublikowała raport stwierdzający, że 1/4 skierowań kobiet pod opiekę sióstr Magdalenek było „wykonywanych lub ułatwionych” przez irlandzki rząd.
Autorzy raportu stwierdzają między innymi, że „Większość z nich znalazła się zupełnie sama w miejscu, które według dzisiejszych standardów było nad wyraz surowe i wykańczające fizycznie. Praca i pobyt w pralniach miały bardzo silny psychologiczny wpływ, traumatyczny i trwały”. Jednocześnie raport w znacznej mierze nie potwierdził nadużyć seksualnych i stosowania przemocy fizycznej.
Rozdział 18 poza państwowymi odesłaniami do pralni, wyróżnił również skierowania przez:
- członków rodziny (10,5% wpisów)
- księży katolickich (8,8% wpisów)
- inne nie rządowe organizacje, agencje i osoby (9,3% wpisów)
- tzw. 'samodzielne skierowania', czyli sytuacje, kiedy dziewczęta i młode kobiety same szukały przyjęcia do pralni magdalenek (16,4% znanych wpisów).

Rozdział 19 opisujący warunki życiowe składa się z następujących sekcji, wymieniających różne nadużycia:
- wykorzystywanie seksualne
- przemoc fizyczną
- psychologiczne i słowne znęcanie się oraz kary inne niż fizyczne
- warunki pracy:
  - wielogodzinna ciężka praca
  - praca nieadekwatna do wieku
- ścinanie włosów:
  - w niektórych przypadkach przy przyjmowaniu do azylu
  - jako forma kary
- kontakt ze światem – listy i odwiedzający:
  - czytanie prywatnej korespondencji przez zakonnice (cenzurowanie) i niedostarczanie jej adresatkom
  - brak możliwości samodzielnego przeczytania otrzymanego listu (list mógł zostać odczytany na głos, ale nigdy nie był doręczany)
  - zniechęcanie gości do wizyt
- nie informowanie o azylantkach i zastraszanie: 
  - częsty brak informacji na temat tego, dlaczego dana kobieta jest w pralni oraz kiedy z niej (i czy w ogóle) wyjdzie
  - kobietom nie oferowano nadzoru, by mogły dać szansę na opuszczenie pralni
  - żyjąc pośród starszych kobiet, wiele dziewczyn i młodszych kobiet żyło w strachu przed spędzeniem w nich całego swojego życia
  - kobiety, które opuściły pralnie zwróciły uwagę na to, że nie były w stanie w pełni uwolnić się od strachu i niepewności
- ograniczenia – zależne od placówki i osób zarządzających (mogło ich w ogóle nie być)
  - ograniczony (w zależności od placówki) dostęp do radia, śpiewanie dla mieszkańców okolicy, letnie wycieczki (jedna relacja), film z cenzurowanymi scenami np. scenami pocałunku lub innymi,
  - kilka kobiet zwróciło uwagę na to, że były one (powyższe rodzaje rekreacji) rzadkością ('we seen one film one time'(„widziałyśmy raz jeden film”) lub były przerwane („Two years before the end we got a TV. But Sunday evening halfway through the movie you’d hear ‘right now, bedtime’” („Dwa lata przed końcem dostałyśmy telewizor. Ale w niedzielny wieczór w połowie filmu usłyszałyśmy, że już czas do łóżek”))
- sposób (możliwość) opuszczenia pralni magdalenek:
  - kobiety nie były informowane, kiedy opuszczą pralnie i dokąd mają się wtedy udać
  - przy opuszczaniu azylu, kobiety umieszczane były w miejscach pracy, na których wybór nie miały żadnego wpływu
  - były przekonywane, żeby zostać w pralni jak najdłużej
  - część kobiet została odebrana przez własne rodziny
  - niektóre kobiety podejmowały próby ucieczki
  - jedna kobieta została zwolniona z pralni po tym, jak krzyczała całą noc.

### Reakcje rządu Irlandii i społeczeństwa
19 lutego 2013 roku w specjalnym wystąpieniu premier Irlandii Enda Kenny przeprosił za wszystkie cierpienia, jakich doznały kobiety przebywające w tych ośrodkach, a azyle - pralnie magdalenek - nazwał „hańbą narodową”.
Feministki uważały wysłanie kobiet do azyli za fenomen, ponieważ „podejrzane” zachowanie kobiety było srożej karane niż podobne zachowanie mężczyzny.

## Azyle sióstr magdalenek w kulturze
- Eclipsed – sztuka Patricii Burke-Brogan na temat pralni magdalenek powstała w latach 80. XX wieku. Autorka pracowała w pralniach w latach 60. XX wieku. Sztukę wystawiono po raz pierwszy w 1992 roku[14].
- Sztuka o pralniach napisana przez Valerie Goodwin[15]
- „Ave Maria Gothic” – piosenka Marii Rosy Young
- „Magdalene Laundry” – piosenka napisana przez J. Mulherna, wykonywana przez Mary Coughlan na płycie „Sentimental Killer"
- „The Magdalene Laundries” – piosenka Joni Mitchell z albumu „Turbulent Indigo"
- „Asilos Magdalena” – piosenka z albumu „Amputechture” zespołu The Mars Volta
- „Magdalen Laundry” – piosenka Frances Black z albumu „How High The Moon"
- Siostry magdalenki – film z 2002 roku w reżyserii Petera Mullana
- Sex in a Cold Climate – film dokumentalny Steve’a Humphriesa z 1998 roku
- The Magadalen Martyrs – opowiadanie Kena Bruena[16]
- In the Shadow of Eden – wspomnienia Racheal Romero
- Wstrząsające wyznania Kathy – wspomnienia Kathy O'Beirne